# 670-ті до н. е.

## Події

### Близький Схід та Єгипет
З 680 року царем Ассирії був Асархаддон, брати якого вбили їхнього батька, царя Сін-аххе-ерібу, але не змогли домовитися про нового монарха, тому невдовзі були скинуті та вбиті Асархаддоном. 
Фараоном Єгипту був Тахарка, останній з XXV династії. Він вів війну з Асархадоном, але був розгромлений та втік до свого царства Куш. Розпочався період, який за Геродотом називають додекархія - правління дванадцаті царів у Нижньому Єгипті, які були васалами Асирії.
Паралельно в місті Саїс посилювалося правління місцевих царів, які надалі перемогли асирійців та сформували XXVI династію. До 672 року до н. е. правив цар Некауба (існування якого втім ставиться під сумнів істориками), а потім - Нехо I.

## Персоналії

### Народились
- римський цар Анк Марцій

### Померли
- Нума Помпілій, легендарний другий цар Риму
- близько 670-х років до н. е., Пердікка I, напівлегендарний цар Македонії